# Chalaines
Chalaines é uma comuna francesa na região administrativa de Grande Leste, no departamento de Meuse. Estende-se por uma área de 8,1 km². Em 2010 a comuna tinha 318 habitantes (densidade: 39,3 hab./km²).